# Jack Evans
Pour les articles homonymes, voir Evans, Jack Evans (homonymie), Jack Miller et Miller.
Jack Miller (né  le 2 avril 1982) est un catcheur américain plus connu sous le nom de Jack Evans.

## Carrière
Evans fit très rapidement équipe avec son entraîneur Teddy Hart avec lequel il lutta dans plusieurs fédérations, comme la Stampede Wrestling, la Major League Wrestling ou la Combat Zone Wrestling.

### Ring of Honor (2003-2009)
Il fait ses débuts à la Ring of Honor le 1er novembre 2003. Il lutta dans un Scramble Cage Match avec Teddy Hart comme partenaire. Ils luttèrent contre 4 autres équipes, soit The Backseat Boyz, Special K, The S.A.T. et The Carnage Crew. Evans suprit tout le monde au début de match en faisant le "Ode to Blitzkrieg" (un Standing Corkscrew 360° Shooting Star Press suivi d'un Standing Skytwister Press). Plus tard dans le match, Teddy Hart fit un Hurricanrana à Evans depuis une plateforme et ce dernier atterri sur deux adversaires. Pour couronner le tout, il fit un Double Moonsault depuis le sommet de la cage sur tous ses adversaires.
Evans fait actuellement partie du clan Generation Next et fait souvent équipe avec Roderick Strong.
Le 12 décembre 2004, Blitzkrieg offrit sa gimmick et son masque à Jack Evans. Il lutta quelques fois avec cette tenue en tant que Blitzkrieg II
En décembre 2005, Evans et Roderick Strong firent une tournée au Japon avec la fédération Dragon Gate. Evans devrait passer environ trois mois au Japon afin de s'entraîner et de lutter pour la Dragon Gate.
La Ring of Honor a mis en vente un DVD de Jack Evans qui s'appelle: "Defying Gravity: The Best of Jack Evans".

### Pro Wrestling Guerrilla
Lors de PWG Lemmy, il perd contre Drew Galloway.

### Wrestling Society X (2006)
Jack Evans s'est vu offrir un contrat pour participer à la fédération de lutte de MTV, Wrestling Society X. Récemment il a signé une prolongation de contrat.

### Asistencia Asesoria y Administracion (2008-2016; 2018-2019)
Lors de Triplemania XVIII, il bat Christopher Daniels, Extreme Tiger et Nosawa Rongai dans un four-way elimination match et remporte le AAA Cruiserweight Championship. Le 21 mars 2011, lui et Extreme Tiger battent Los Maniacos (Silver King et Último Gladiador) et remportent les AAA World Tag Team Championship, faisant de Evans un double champion. Lors de TripleMania XIX, lui et Extreme Tiger conservent leurs titres contre Mr. Anderson et Abyss dans un Steel Cage Match. Le 16 septembre, il conserve son titre Cruiserweight contre Escoria. Lors de Héroes Inmortales (2011), lui et Extreme Tiger perdent les AAA World Tag Team Championship contre Abyss et Chessman dans un Tables, Ladders, and Chairs match.
En début d'année 2013, il forme  l’équipe "Los Güeros del Cielo" avec le catcheur Sud-Africain Angélico. Lors de Héroes Inmortales VII, ils battent Los Mexican Power (Crazy Boy et Joe Líder), Aero Star et Drago et La Secta (Dark Escoria et Dark Espíritu) dans un Four-Way Elimination Tag Team Match et remportent les AAA World Tag Team Championship. Lors de Guerra de Titanes (2014), ils perdent leur titres contre Pentagón Jr. et Joe Líder dans un Three-Way Tag Team Match qui comportaient également Myzteziz et Fénix.
Le 25 août 2018 lors de Triplemania XXVI, il perd un Lumberjack Tag Team match avec Juventud Guerrera et Teddy Hart contre Superfly, Chessman et Averno.

### Retour à la Total Nonstop Action Wrestling (2011)
Il fait son retour à Impact Wrestling en battant deux autres lutteurs indépendants pour se qualifier à un tournoi pour Destination X (2011). Lors de Destination X, il perd contre Austin Aries dans un match qui comprenait aussi Zema Ion et Low Ki.

### Next Generation Wrestling (2013-...)
Lors d'un show le 23 février, Samuray del Sol et lui battent Flip Kendrick et Sonjay Dutt dans un Elimination Match lors du premier tour du tournoi pour le NGW World Championship. Le même soir, il perd contre John Morrison dans un Elimination Match qui comprenait également Brian Cage, Davey Boy Smith Jr., Samuray del Sol et Teddy Hart en finale du tournoi et ne remporte pas le NGW World Championship vacant.

### Lucha Underground (2015-2018)
Le 25 mai, Taya révèle à PJ Black et Jack Evans que leur partenaire Fénix a été blessé par Mundo. Mundo se révèle comme étant le remplaçant de Fénix pour leur match. Plus tard dans la soirée, Mundo, Evans et Black battent Dragon Azteca Jr., Prince Puma et Rey Mysterio et remportent les Lucha Underground Trios Championship, leurs premiers championnats chacun à la Lucha Underground . 
La semaine suivante, Mundo, PJ Black et Evans conservent leurs championnats dans un match revanche par disqualification. Pendant le match, Mundo met un coup dans les parties intimes d'Azteca Jr. alors que Taya distrait l'arbitre. Après avoir vu les actions de Mundo, Puma a également frappé dans les parties intimes de Mundo, entraînant une disqualification pour l'équipe de Puma,. Lors de Ultima Lucha Dos, ils perdent les titres contre Aero Star, Drago et Fénix.
Le 6 avril 2018 lors de Impact Wrestling vs Lucha Underground, il perd un Six-Dance contre Matanza, impliquant également Moose, Caleb Konley, Matt Sydal et Chavo Guerrero Jr. Le 28 juin lors de Lucha Underground S4E3, il perd contre Xo Lishus. Le 8 août, Joey Ryan & Jack Evans battent Xo Lishus & Ivelisse par soumission.
Le 29 août lors de l'épisode 12 de la saison 4, Evans perd contre Xo Lishus au cours d'un No Mas match (I quit match) après que Lishus ait reçu l'aide de Ivelisse & Joey Ryan. Le 26 septembre, il perd contre Matanza Cueto au cours d'un Sacrifice to the Gods.
Le 10 avril 2018, il annonce son départ.

### All Elite Wrestling (2019-2022)
Le 8 mai 2019, il est annoncé que Evans venait de signer avec la All Elite Wrestling (AEW) où il reformera Los Güeros del Cielo avec Angélico, sous le nom d'équipe The Hybrid2. Ils font leurs débuts lors de Double or Nothing le 25 mai, perdant contre les Best Friends (Trent Beretta & Chuck Taylor). Le 17 juillet lors de Fight for the Fallen, The Hybrid2 perdent lors d'un three-way tag team match impliquant Jungle Boy & Luchasaurus et The Dark Order (Evil Uno & Stu Grayson), remporté par cette dernière équipe. Lors de All Out le 31 août, The Hybrid2 perdent contre Private Party (Isiah Kassidy et Marq Quen). 
Evans remporta son premier match à la AEW le 8 octobre lors de AEW Dark, remportant un match à 8 par équipe avec Angélico et les Lucha Brothers (Fénix & Pentagón Jr.) contre Best Friends et Private Party. Le 26 novembre lors de AEW Dark, Evans perd contre Kenny Omega et ne remporte pas le AAA Mega Championship.
Le 4 août lors de AEW Dark, Evans dispute son premier match en solo de l'année, battant QT Marshall à la suite d'une intervention de Angélico. 
Le 18 août lors de AEW Dark, Evans & Angélico battent The Initiative (Peter Avalon & Brandon Cutler).

## Palmarès
- Asistencia Asesoría y Administración
  - 1 fois AAA World Cruiserweight Champion
  - 4 fois AAA World Tag Team Champion avec Extreme Tiger (1) et Angélico (3)

- AWA Washington
  - 1 fois AWA Washington Heavyweight Champion

- Dragon Gate
  - 1 fois Open The Triangle Gate Champion avec CIMA et BxB Hulk

- Jersey All Pro Wrestling
  - 1 fois JAPW Tag Team Champion avec Teddy Hart

- Lucha Underground
  - 1 fois Lucha Underground Trios Championship avec PJ Black et Johnny Mundo

- Pro Wrestling Guerrilla
  - 1 fois PWG World Tag Team Champion avec Roderick Strong
  - Dynamite Duumvirate Tag Team Title Tournament (2008) avec Roderick Strong

- Pro Wrestling Unplugged
  - 1 fois PWU Junior Heavyweight Champion

## Récompenses des magazines
- Pro Wrestling Illustrated

| Année | 2004 | 2005 | 2006 | 2007 | 2008 | 2009 | 2010 | 2011 | 2012 | 2013 | 2014 | 2015 | 2016 | 2017 | 2018 | 2019 | 2020 | 2021 |
| ----- | ---- | ---- | ---- | ---- | ---- | ---- | ---- | ---- | ---- | ---- | ---- | ---- | ---- | ---- | ---- | ---- | ---- | ---- |
| Rang  | 214  | 193  | 113  | 149  | 145  | 167  | 210  | 199  | 196  | 267  | 273  | 454  | 207  | 281  | 330  | 239  | 314  | 393  |